# Eduardo Quisumbing
Eduardo Quisumbing y Argüelles (* 1895 , Santa Cruz (Laguna) - 1986, Ciudad Quezon) fue un botánico filipino.

## Biografía
Obtuvo su bachillerato de Ciencias en la Universidad de Los Baños, Filipinas, en 1918, y su Master of Sciences en 1921. Y en la Universidad de Chicago defiende y obtiene su título de doctorado en Taxonomía y Morfología Vegetal.
De 1920 a 1926, está agregado a la Escuela de Agronomía de la Universidad de Filipinas, y de 1926 a 1928 en la Universidad de California. En 1928, será botánico sistemático, y a partir de febrero de 1934, jefe de la División de Historia natural del Bureau científico de Manila, y luego Director del Museo Nacional. 
Trabaja para la U.S. Navy en Guiuau, extremo sud de Samar donde recolecta especímenes de plantas. Se retira en noviembre de 1961, continuando su enseñanza en la Universidad Araneta. Quisumbing emprende la restauración del herbario completamente devastado durante la Segunda Guerra Mundial.
Quisumbing publicó artículos sobre taxonomía y morfología, principalmente de las orquídeas y fue autor de Medicinal plants in the Philippines (Manila, 1951).

## Honores
Recibió diversas distinciones por la calidad de su obra científica:
- Estrella por Servicios Distinguidos, 1954, por sustanciales contribuciones al campo de la Sistemática botánica
- Diploma al Mérito en Orquideología, Miembro Medalla de Oro, Malaysian Orchid Society, 1966
- Medalla de Oro, American Orchid Society
- Galardón PhilAAS Most Outstanding, 1975

### Epónimos
- Saccolabium quisumbingii L.O.Williams 1938, fue nombrada en su honor.
- La abreviatura «Quisumb.» se emplea para indicar a Eduardo Quisumbing como autoridad en la descripción y clasificación científica de los vegetales.[1]